# کریگمونت (آیداهو)
کریگمونت(به انگلیسی: Craigmont) شهری در شهرستان لویس ایالت آیداهو است که جمعیت آن در سرشماری سال ۲۰۱۰ میلادی ۵۰۱ نفر بوده است.